# Fanjing Shan
Fanjing Shan är ett berg i Kina. Det ligger i provinsen Guizhou, i den sydvästra delen av landet, omkring 250 kilometer nordost om provinshuvudstaden Guiyang. Toppen på Fanjing Shan är 2 494 meter över havet, eller 489 meter över den omgivande terrängen. Bredden vid basen är 7,1 km.
Runt Fanjing Shan är det ganska tätbefolkat, med 108 invånare per kvadratkilometer. Närmaste större samhälle är Xinye, 13,3 km norr om Fanjing Shan. I omgivningarna runt Fanjing Shan växer i huvudsak blandskog.
Genomsnittlig årsnederbörd är 1 585 millimeter. Den regnigaste månaden är maj, med i genomsnitt 280 mm nederbörd, och den torraste är januari, med 32 mm nederbörd.